# Сноубординг на зимових Паралімпійських іграх 2018 — слалом (жінки)
Змагання з слалому на сноуборді серед жінок на зимових Паралімпійських іграх 2018 відбулися в п'ятницю 16 березня на Гірськолижному стадіоні Чунбон у Каннин, Південна Корея.

## Сноуборд-крос SB-LL1

### Кваліфікація
Увесь час UTC+9.
Змагання почалися о 10:30.
| Місце | Номер | Атлет            | Країна  | Забіг 1 | Забіг 2 | Час | Відст. | Квал. |
| ----- | ----- | ---------------- | ------- | ------- | ------- | --- | ------ | ----- |
|       | 1     | Емі Перді        | США     |         |         |     |        |       |
|       | 2     | Бренна Гукабі    | США     |         |         |     |        |       |
|       | 3     | Мішель Сальт     | Канада  |         |         |     |        |       |
|       | 4     | Ніколь Раунді    | США     |         |         |     |        |       |
|       | 5     | Сесилія Ернандес | Франція |         |         |     |        |       |

## Сноуборд-крос SB-LL2

### Кваліфікація
Змагання почалися о 10:30.
| Місце | Номер | Атлет              | Країна     | Забіг 1 | Забіг 2 | Час | Відст. | Квал. |
| ----- | ----- | ------------------ | ---------- | ------- | ------- | --- | ------ | ----- |
|       | 1     | Арлен Коген        | США        |         |         |     |        |       |
|       | 2     | Бріттані Корі      | США        |         |         |     |        |       |
|       | 3     | Седігхе Рузбег     | Іран       |         |         |     |        |       |
|       | 4     | Астрід Фіна        | Іспанія    |         |         |     |        |       |
|       | 5     | Бібіан Ментель-Спі | Нідерланди |         |         |     |        |       |
|       | 6     | Сандрін Гамел      | Канада     |         |         |     |        |       |
|       | 7     | Ренске ван Бек     | Нідерланди |         |         |     |        |       |
|       | 8     | Ліза Буншотен      | Нідерланди |         |         |     |        |       |